# پدرخوانده هارلم
پدرخوانده هارلم (به انگلیسی: Godfather of Harlem) یک مجموعه تلویزیونی درام جنایی آمریکایی است که برای اولین بار در ۲۹ سپتامبر ۲۰۱۹ در شبکه Epix پخش شد.
این مجموعه تلویزیونی توسط کریس برنکتو و پاول اکشتاین نوشته شده است و فارست ویتاکر در آن نقش بامپی جانسون گانگستر دهه ۱۹۶۰ شهر نیویورک را بازی می کند.
ویتاکر همچنین تهیه کننده اجرایی در کنار نینا یانگ بونگیووی ، جیمز آچسون ، جان ریدلی و مارکوان اسمیت است. کریس برانکاتو به عنوان مجری برنامه فعالیت می‌کند.
فصل سوم اين سريال نيز تا قسمت پاياني منتشر شده است.

## خلاصه داستان
"پدرخوانده هارلم "داستان دراماتيك و واقعی یک گانگستر آمریکایی به نام بامپی جانسون است که در اوایل دهه ۱۹۶۰ پس از ده سال از زندان آلکاتراز آزاد شده است و حالا به محله خود، هارلم، بازگشته است. زمانی که جانسون متوجه می‌شود کنترل این محله به‌دست یک گروه مافیایی ایتالیایی افتاده تصمیم می‌گیرد با آنها مبارزه کند.
تلاقی زندگی شخصیت‌هایی همچون بامپی جانسون، مالکوم ایکس و آدام کلایتون پاول جونیور با مافیاهای معروف نیویورک در آن زمان از جمله وینسنت جیگانتی معروف به چین (با بازی وینسنت دن‌آفریو، بازیگر فیلم سینمایی «غلاف تمام‌فلزی»)، فرانک کاستلو (با نقش‌آفرینی پل سوروینو، بازیگر فیلم «رفقای خوب») و جو بونانو (با بازی چاز پالمینتری، هنرپیشه فیلم «مظنونین همیشگی») غنای زیادی به داستان مجموعه تلویزیونی بخشیده است.

## بازیگران اصلی
- فارست ویتاکر در نقش بامپی جانسون
- نایجل فچ در نقش مالکوم ایکس
- لوئیس گوزمن در نقش الخاندرو "ال گوآپو" ویلابوئنا
- وینسنت دن آفریو در نقش وینسنت "چانه" گیگانته
- ایلفنش هادرا در نقش میم جانسون (همسر بامپی)
- آنتوانت کرو-لگاسی در نقش الیز جانسون (دختر معتاد بامپی)
- اریک لاری هاروی در نقش دل شانس
- الویس نولاسکو در نقش نات پتی گرو
- کلوین هریسون جونیور در نقش تدی گرین
- رافی گاورون در نقش ارنی نونزی ، همکار خشن وینسنت
- لوسی فرای در نقش استلا گیگانته ، دختر وینسنت و دوست دختر تدی
- پل سوروینو در نقش فرانک کاستلو
- چاز پالمینتری در نقش جو بونانو
- جانکارلو اسپوزیتو در نقش آدام کلایتون پاول
- دمی سینگلتون در نقش مارگارت جانسون